# Stefano Bellesini
Stefano Bellesini (Trento, 25 novembre 1774 – Genazzano, 2 febbraio 1840) è stato un presbitero agostiniano austriaco, beatificato da papa Pio X nel 1904.

## Biografia
Originario di Trento, nella Contea del Tirolo, nel 1794 entrò come frate nell'Ordine degli Eremitani di Sant'Agostino. Studiò teologia a Bologna, ma l'occupazione francese lo costrinse ad abbandonare i territori pontifici e a tornare a Trento, dove fu ordinato sacerdote.
Nel 1809, durante l'invasione napoleonica e l'insorgenza tirolese il suo convento venne chiuso ed egli aprì una scuola gratuita, dove si dedicò all'istruzione dei ragazzi poveri. Fu nominato ispettore delle scuole elementari del distretto di Trento.
Quando, nel 1817, vennero ristabiliti gli ordini religiosi, Bellesini tornò in convento a Bologna e venne chiamato dal priore generale dell'ordine a Roma come maestro dei novizi.
Nel 1826 fu assegnato alla comunità conventuale del santuario della Madre del Buon Consiglio a Genazzano, dove svolse un'intensa opera pastorale: rimase contagiato assistendo i suoi parrocchiani ammalati e morì nel 1840.

## Il culto
La causa di canonizzazione fu introdotta il 10 gennaio 1852.
Il 14 maggio 1896 papa Leone XIII ne riconobbe l'eroicità delle virtù, attribuendogli il titolo di venerabile.
Fu proclamato beato da papa Pio X il 27 dicembre 1904.
Il suo elogio si legge nel Martirologio Romano al 2 febbraio.